# رونالد مک‌لین
رونالد مک‌لین (انگلیسی: Ronald McLean; ۲۶ مارس ۱۸۸۱ – ۲ ژوئیهٔ ۱۹۴۱) ژیمناست هنری اهل بریتانیا بود.